# Milslund
Milslund var Lindsdals missionsförsamlings gudstjänstlokal fram till början av 1970-talet. Den ligger i Lindsdal utanför Kalmar och invigdes 1905. Samtidigt som missionsförsamlingen uppgick i dåvarande Kalmar missionsförsamling tillföll också Milslund Kalmar missionsförsamling. På 1990-talet renoverades det gamla missionshuset. Hösten 2009 sålde Västerportkyrkans församling lokalen till resZander AB.
Namnet Milslund kommer av att mitt emot Milslund finns en gammal milsten, som anger att avståndet till Kalmar är en gammal mil.